# Lèmur de front blanc
El lèmur de front blanc (Eulemur albifrons) és una espècie de primat estrepsirrí de la família dels lemúrids (Lemuridae). Com tots els lèmurs, és endèmic del nord-est de Madagascar. Té costums arborícoles i se'l sol trobar a la copa dels arbres de la selva. A diferència d'altres membres de la família Lemuridae, el lèmur de front blanc no és una espècie amenaçada.